# 野坂浩賢
野坂 浩賢（のさか こうけん、1924年（大正13年）9月17日 - 2004年（平成16年）4月18日）は、日本の政治家。
衆議院議員（7期）、建設大臣（第61代）、内閣官房長官（第59代）、日本社会党国会対策委員長、社会民主党副党首・国会対策委員長、鳥取県議会議員等を歴任した。

## 概要
労働運動に入り、鳥取県総評議長、同事務局長、西部地評議長を歴任。1955年（昭和30年）から鳥取県議4期。1969年（昭和44年）から社会党鳥取県本部委員長を2期務めた後、1972年（昭和47年）衆院議員に当選。1994年（平成6年）村山内閣の建設相に就任。
1995年（平成7年）の改造内閣では官房長官となる。通算7期つとめ、1996年（平成8年）引退。

## 来歴・人物
鳥取県西伯郡岸本町（現在の伯耆町）出身。

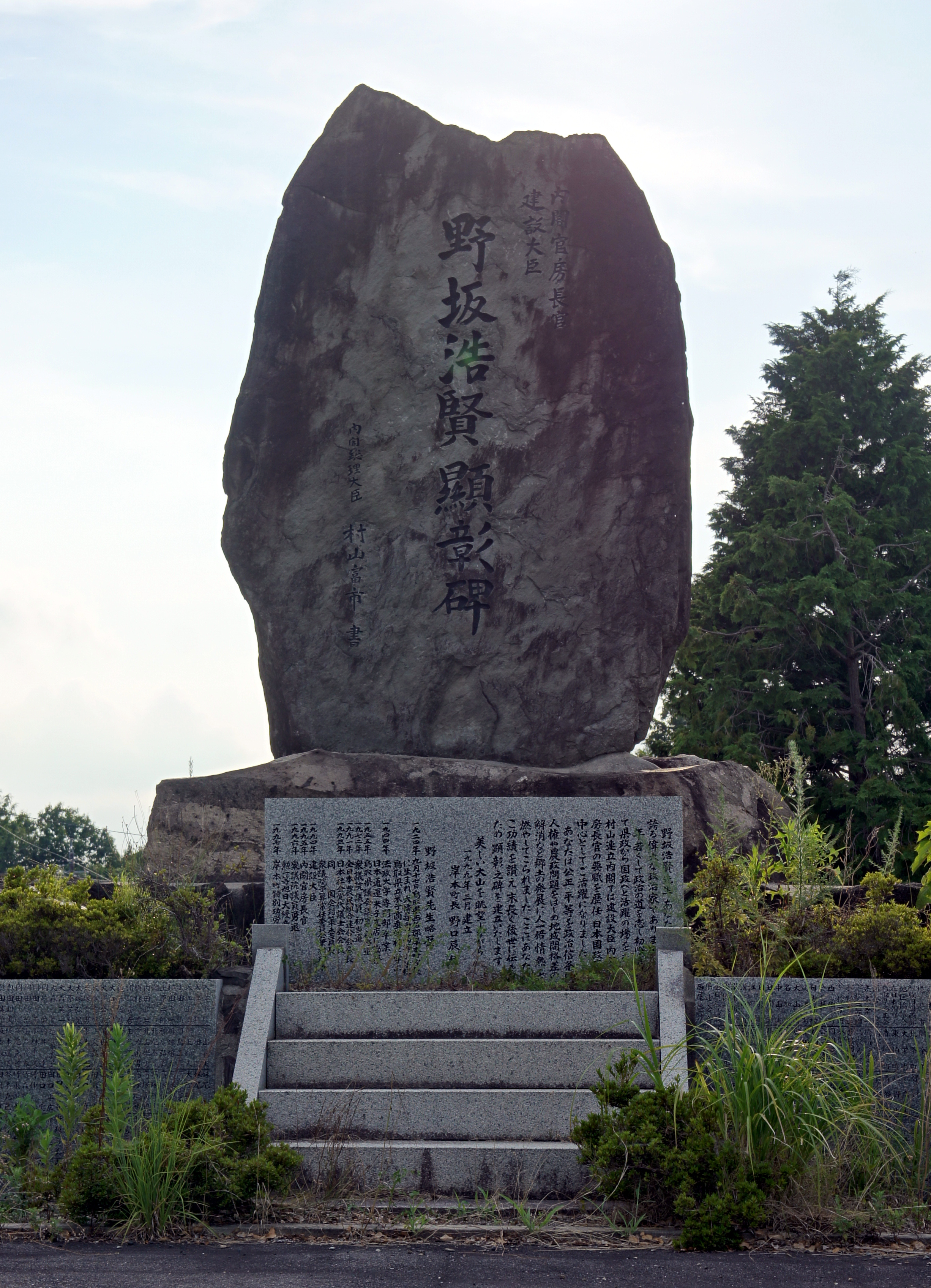
顕彰碑（鳥取県西伯郡伯耆町）

1945年に法政大学専門部卒業後、日本通運に入社し米子支店勤務。労働運動に入り、鳥取県総評議長・同事務局長・西部地評議長を歴任した。
1955年鳥取県議会議員当選。若くして社会党の地域組織をまとめ上げ、自衛隊美保基地反対闘争を指導し、鳥取県警察本部警務部部長亀井静香と政治的立場を超えて盟友になり、亀井は「あの時、（野坂と）出会っていなかったら自社さ政権は誕生してなかっただろう。二人の間に政策協定はなかった。野坂と俺が合意すればそれが政策になった。幹事長の森喜朗と（副総裁の）小渕恵三さんに任されていたから、俺に権力が集中しすぎていた。」と述べている。
1972年の第33回衆議院議員総選挙に旧鳥取全県区より立候補し初当選。当選7回（通算）。日本社会党に所属。社会党内の派閥「新生研究会」の代表を務める。この間、党農漁民局長・全日農会長・日本社会党国会対策委員長等歴任。
村山富市の側近であり、党国対委員長として1994年（平成6年）に自民党・さきがけとの連立政権である村山内閣を実現させ、建設大臣に就任した。長良川河口堰を巡っては、円卓会議を開催したほか竣工後も運用開始を延期するなどしたが、最終的に従来の党見解に反して本格運用を決断して建設反対派や党内からの批判を招いた。翌年の内閣改造で内閣官房長官に横滑りした。保守合同した1955年以降珍しい、自民党在籍記録が無い官房長官の一人である。
1996年（平成8年）日本社会党の社会民主党への新党移行により、同党副党首・国会対策委員長に就任した。同年の第41回衆議院議員総選挙には出馬せず、政界を引退。同年、勲一等旭日大綬章受章。
2004年（平成16年）4月18日、腎不全のため、鳥取県米子市の病院で死去。79歳没。

## エピソード

### 部落解放運動
部落解放運動とも深く関わり、「人権擁護施策推進法」制定への道筋をつくったことでも知られる。『野中広務 差別と権力』、256頁に野坂の秘書だった松原和範の証言が出ている。
松原によれば、「野坂は解放運動をやっていたから、部落解放基本法をつくるかどうかの問題をめぐって野中（広務）さんと地下水脈で付き合いがあったんです。自社さ政権の絵を描いてそれを実行していったのが亀井（静香）さんなら、野中さんは裏の掃除役。他の派閥は個人プレーで動いていたのに、旧竹下派は反小沢（一郎）で結集して自社連立のために組織的な動きをしていましたから、その意味でも野中さんは（野坂の）カウンターパートとして重要な存在だったんです」という。

### その他
- 住所は鳥取県西伯郡岸本町吉長（現伯耆町）[4]。
- 顕彰碑が鳥取県西伯郡伯耆町の植田正治写真美術館付近に建立されている

## 選挙歴
| 当落 | 選挙                   | 執行日         | 年齢 | 選挙区       | 政党       | 得票数    | 得票率 | 定数 | 得票順位 /候補者数 | 政党内比例順位 /政党当選者数 |
| ---- | ---------------------- | -------------- | ---- | ------------ | ---------- | --------- | ------ | ---- | ------------------ | ---------------------------- |
| 当   | 第33回衆議院議員総選挙 | 1972年12月10日 | 48   | 鳥取県全県区 | 日本社会党 | 5万3192票 | 15.8%  | 4    | 4/7                | /                            |
| 当   | 第34回衆議院議員総選挙 | 1976年12月05日 | 52   | 鳥取県全県区 | 日本社会党 | 4万9594票 | 13.5%  | 4    | 4/9                | /                            |
| 当   | 第35回衆議院議員総選挙 | 1979年10月07日 | 55   | 鳥取県全県区 | 日本社会党 | 6万705票  | 16.9%  | 4    | 3/8                | /                            |
| 当   | 第36回衆議院議員総選挙 | 1980年06月22日 | 55   | 鳥取県全県区 | 日本社会党 | 6万3847票 | 17.8%  | 4    | 2/7                | /                            |
| 落   | 第37回衆議院議員総選挙 | 1983年12月18日 | 59   | 鳥取県全県区 | 日本社会党 | 6万1752票 | 17.4%  | 4    | 5/7                | /                            |
| 当   | 第38回衆議院議員総選挙 | 1986年07月06日 | 61   | 鳥取県全県区 | 日本社会党 | 6万6067票 | 17.3%  | 4    | 3/8                | /                            |
| 当   | 第39回衆議院議員総選挙 | 1990年02月18日 | 65   | 鳥取県全県区 | 日本社会党 | 7万5439票 | 19.8%  | 4    | 2/8                | /                            |
| 当   | 第40回衆議院議員総選挙 | 1993年07月18日 | 68   | 鳥取県全県区 | 日本社会党 | 5万9497票 | 17.5%  | 4    | 3/5                | /                            |

## 家族
- 妻・恵美子（伯仙町河岡、物品販売業・山本磯吉の長女[4]）

義父山本磯吉の略歴 - 明治31年（1898年）3月6日生。大和村小波・松井亀治郎二男。倉吉農学校卒。養良校教員、選挙管理委員歴任、幼少より書道を愛し磯峰と号す書道に精進す。【趣】書道、華道、園芸【研】日本書道に関する研究【宗】日蓮宗。
- 息子、娘[4]